# Guoruoka
Guoruoka (kinesiska: 果若卡, 果若卡乡) är en socken i Kina. Den ligger i den autonoma regionen Tibet, i den sydvästra delen av landet, omkring 230 kilometer nordost om regionhuvudstaden Lhasa.
Genomsnittlig årsnederbörd är 1 096 millimeter. Den regnigaste månaden är juni, med i genomsnitt 234 mm nederbörd, och den torraste är december, med 7 mm nederbörd.